# Rhapsody of the Seas
Rhapsody of the Seas — четвёртое круизное судно класса «Vision», находящееся в собственности компании Royal Caribbean Cruises Ltd. и эксплуатируемое оператором Royal Caribbean International, было построено во Франции на верфи Chantiers de l'Atlantique в Сен-Назере в 1997 году.
Серия из шести судов включает в себя также суда-близнецы Legend of the Seas, Splendour of the Seas, Grandeur of the Seas, Enchantment of the Seas и собственно Vision of the Seas. Название класс получил по последнему судну серии. Крёстная мать судна Бодил Уильемсен (Bodil Wilhelmsen).

## История судна
Закладка киля на верфи Chantiers de l'Atlantique в Сен-Назере состоялась 11 декабря 1995 года под заводским номером E31. Спуск на воду состоялся 1 августа 1996 года. 1 апреля 1997 года Rhapsody Of The Seas было передано Royal Caribbean Cruises Ltd. Осло (Норвегия). В мае того же года судно пришло в Нью-Йорк, откуда совершило 2 трёхдневных круиза. 19 мая 1997 года вышло в первый рейс. Работало на маршрутах от Майами до Аляски. В январе 2005 года судно сменило флаг на багамский, порт приписки Нассау.

## Развлечения на борту
К услугам 2435 пассажиров прекрасные каюты.
- Особенности:
  - скалодром
  - Casino RoyaleSM
  - открытый бассейн
  - The Centrum
  - Adventure Ocean® для детей и юношей
  - солярий
  - ShipShape® Day Spa
  - фитнес-центр
  - тематические бары и кафе
  - 8 баров и кафе
  - конференц-центр